# Macropharyngodon negrosensis
Macropharyngodon negrosensis es una especie de peces de la familia Labridae en el orden de los Perciformes.

## Morfología
Los machos pueden llegar alcanzar los 12 cm de longitud total.

## Distribución geográfica
Se encuentra desde el Mar de Andaman y la Isla de Navidad hasta las Filipinas, Samoa, las Islas Ryukyu y el norte de  Australia.